# 中道益平
中道 益平 （なかみち ますへい、1907年5月29日 - 1978年5月18日）は、日本の障害者福祉活動家。光道園創設者。

## 略歴
- 1907年（明治40年）5月29日、福井県小浜市で中道元次郎の三男として生まれる[1]。
- 1920年（大正9年）3月 - 小浜小学校卒業。
- 1922年（大正11年） - 京都の水産会社に勤める[2]。
- 1923年（大正12年） - 京都キリスト教中学（定時制専門校）に入学[3]。
- 1925年（大正14年） - 右眼を失明、会社の合併問題により百貨店に転職し、学校は中退[4]。
- 1933年（昭和8年） - 網膜剥離により両眼を失明[5]。
- 1938年（昭和13年）3月 - 福井県立盲学校中学部を卒業[5]。
- 1939年（昭和14年）2月 - 福井駅前に鍼灸院を開く[6]
- 1948年（昭和23年） - ヘレン・ケラー来日の際、福井駅にて講演を要請し、福井駅頭での講演を実現させる[7]。
- 1951年（昭和26年）4月 - 福井県身体障害者福祉団体連合会副会長、福井県盲人協会会長に就任[8]。
- 1957年（昭和32年）10月 - 身体障害者更生施設「光道園」開設、理事長兼園長。
- 1966年（昭和41年）4月 - 重度身体障害者収容施設「ライトセンター」開設、常任理事、会長。
- 1967年（昭和42年）10月 - 藍綬褒章を受章[9]。
- 1977年（昭和52年） - 小浜小学校に中道文庫を寄贈。
- 1978年（昭和53年）
  - 4月29日 - 勲四等旭日小綬章を受章[10]。
  - 5月18日 - 小浜市で祝賀会に参加した後、自宅で心不全のため死去[11]。